# 特里卡塞
特里卡塞（義大利語：Tricase），是意大利莱切省的一个市镇。总面积43.64平方公里，人口17803人，人口密度408.0人/平方公里（2009年）。ISTAT代码为075088。